# لورا جين فرازير
لورا جين فرازير (بالإنجليزية: Laura Jane Fraser)‏ هي مقالاتية وصحفية أمريكية، ولدت في 1961 في دنفر في الولايات المتحدة.